# Toke Kutaye
Toke Kutaye är ett distrikt i Etiopien. Det ligger i den centrala delen av landet, 100 km väster om huvudstaden Addis Abeba.